# Ivan Pozdech
Ivan Pozdech (* 12. ledna 1945) je bývalý slovenský fotbalista, obránce. Žije v Dolných Krškanech (městská část Nitry).

## Fotbalová kariéra
V československé lize hrál za AC Nitra. Nastoupil v 87 ligových utkáních. Dal 3 ligové góly.

### Prvoligová bilance
| Ročník                                   | Zápasy | Góly | Minuty | Klub     |
| ---------------------------------------- | ------ | ---- | ------ | -------- |
| 1. československá fotbalová liga 1971/72 | 29     | 2    | 2 501  | AC Nitra |
| 1. československá fotbalová liga 1972/73 | 21     | 0    | 1 712  | AC Nitra |
| 1. československá fotbalová liga 1973/74 | 22     | 0    | 1 846  | AC Nitra |
| 1. československá fotbalová liga 1974/75 | 15     | 1    | 1 103  | AC Nitra |
| CELKEM                                   | 87     | 3    | 7 162  |          |